# Qiu Hongxia
Qiu Hongxia (* 10. Februar 1982) ist eine chinesische Gewichtheberin. Sie war 2006 Weltmeisterin im Zweikampf in der Gewichtsklasse bis 53 kg Körpergewicht.

## Werdegang
Qiu Hongxia begann schon 1991 in der Grundschule in Yongfu mit dem Gewichtheben. Einige Jahre später wechselte sie an die Sportschule in Zhongshan, wo sie von Wei Xianyu trainiert wurde. 1998 wechselte sie als Sportstudentin an die Universität von Guangdong. In Guangdong ist sie nach ihrem Studium auch ansässig geworden.
Zum ersten Mal machte sie im Jahre 1999 nachhaltig auf sich aufmerksam, als sie bei den chinesischen City-Games in der Gewichtsklasse bis 53 kg mit 202 kg (87,5–115) im Zweikampf siegte. Ihren ersten Einsatz bei internationalen Meisterschaften absolvierte sie bei den Asienmeisterschaften 2001, wo sie sich in der gleichen Gewichtsklasse mit 205 kg (87,5–117,5) den Sieg holte. Im gleichen Jahr wurde sie dann auch bei den Weltmeisterschaften in Antalya eingesetzt. Dort schaffte sie im Zweikampf 207,5 kg (92,5–115) und musste sich damit knapp der Taiwanerin Li Feng-Ying, die auf 210 kg kam, geschlagen geben und belegte den 2. Platz.
Im Jahre 2002 verletzte sich Qiu Hongxia so schwer, dass sie längere Zeit nicht trainieren konnte und danach lange Zeit brauchte, bis sie wieder ihr ehemaliges Leistungsvermögen erreichte. Dies war erst im Jahre 2006 der Fall. Sie startete in diesem Jahr wieder bei den Weltmeisterschaften, die in Santo Domingo, Dom. Rep., stattfand und war dort in hervorragender Form. Sie schaffte im Zweikampf mit 226 kg und auch in den beiden Einzeldisziplinen, Reißen mit 98 kg und Stoßen mit 128 kg, jeweils neue Weltrekorde. Sie wurde dort überlegene Weltmeisterin im Zweikampf vor Raema Lisa Rumbewas aus Indonesien, die auf 210 kg kam und Chaleephay Suda aus Thailand, die 207 kg erreichte. Sie siegte auch im Reißen und im Stoßen.
2007 wurde sie nur beim IWF-Weltcup in Apia/Samoa eingesetzt. Sie erreichte dort in der Klasse bis 53 kg 220 kg (98–122), womit sie klar vor Dika Toua aus Papua-Neuguinea, 190 kg, siegte. Außerdem siegte sie in diesem Jahr bei einem internen Olympiatest in Hefei mit 226 kg (101–125).
Im Jahre 2008 wurde Qiu Hongxia in Hefei chinesische Meisterin der Klasse bis 53 kg. Sie erreichte dort 225 kg (100–125) und siegte damit vor Li Xiong, 223 kg (99–1249) u. Wang Zuhong, 222 kg (99–123). Ihre Hoffnung auf einen Einsatz bei den Olympischen Spielen in Peking ging allerdings nicht in Erfüllung. Der Grund war, dass das Internationale Olympische Komitee die Teilnehmerzahl beim Gewichtheben der Frauen stark beschränkt hatte und China, dem weltweit führenden Land im Frauen-Gewichtheben, nur vier Startplätze zubilligte. Der chinesische Verband war deshalb gezwungen, auf den Einsatz der beiden topfavorisierten Gewichtheberinnen der 53-kg-Klasse Qiu Hongxia und Li Ping zu verzichten.
Qiu Hongxia setzte ihre Karriere dennoch fort und wurde bei den chinesischen Meisterschaften 2009 mit 217 kg (91–120) Dritte hinter Li Ping, 228 kg (97–131) und Chen Xiaoping, 218 kg (98–120) und kam bei den chinesischen National-Spielen 2009 in Jinan mit 226 kg (98–129) hinter Li Ping, 235 kg (103–132) und vor Chen Xiaoting, 225 kg (100–125) auf den 2. Platz. Bei den Weltmeisterschaften 2009 in Goyang/Südkorea wurde aber weder sie, noch Li Ping eingesetzt, sondern Chen Xiaoting.

## Internationale Erfolge
| Jahr | Platz | Wettbewerb                 | Gewichtsklasse | |
| 2001 | 1.    | Asienmeisterschaften       | bis 53 kg      | mit 205 kg (87,5–117,5)                                                                               |
| 2001 | 2.    | WM in Antalya              | bis 53 kg      | mit 207,5 kg (92,5–115), hinter Li Feng-Ying, Taiwan, 210 kg, vor Alexandra Escobar, Ecuador, 205 kg  |
| 2006 | 1.    | WM in Santo Domingo        | bis 53 kg      | mit 226 kg (98–128), vor Raema Lisa Rumbewas, Indonesien, 210 kg u. Chaleephay Suda, Thailand, 207 kg |
| 2007 | 1.    | IWF-Welt-Cup in Apia/Samoa | bis 53 kg      | mit 220 kg (98–122), vor Dika Toua, Papua-Neuguinea, 190 kg u. Erika Yamasaki, Australien, 161 kg     |

## WM-Einzelmedaillen
- WM-Goldmedaillen: 2006/Reißen – 2006/Stoßen
- WM-Silbermedaillen: 2001/Reißen
- WM-Bronzemedaillen: 2001/Stoßen

## Nationale Wettbewerbe
(soweit bekannt)
| Jahr | Platz | Wettbewerb                           | Gewichtsklasse |                                                                                            |
| 1999 | 1.    | Nationale City-Spiele                | bis 53 kg      | mit 202,5 kg (87,5–115)                                                                    |
| 2007 | 1.    | Olympiatestturnier in Hefei          | bis 53 kg      | mit 226 kg (101–125)                                                                       |
| 2008 | 1.    | chinesische Meisterschaften in Hefei | bis 53 kg      | mit 225 kg (100–125), vor Li Xiong, 223 kg (99–124) u. Wang Zuhong, 222 kg (99–123)        |
| 2009 | 3.    | chinesische Meisterschaften          | bis 53 kg      | mit 217 kg (97–120), hinter Li Ping, 228 kg (97–131) u. Chen Xiaoping, 218 kg (98–120)     |
| 2009 | 2.    | chinesische National-Spiele in Jinan | bis 53 kg      | mit 226 kg (98–128), hinter Li Ping, 235 kg (103–132), vor Chen Xiaoting, 225 kg (100–125) |

## Weblink
- Bericht von den Weltmeisterschaften 2006

| Personendaten    | Personendaten              |
| ---------------- | -------------------------- |
| NAME             | Qiu Hongxia                |
| KURZBESCHREIBUNG | chinesische Gewichtheberin |
| GEBURTSDATUM     | 10. Februar 1982           |